# السلطنة القعيطية
السلطنة القعيطية أو سلطنة الشحر والمكلا، ورسميا الدولة القعيطية الحضرمية كانت سلطنة في منطقة حضرموت بجنوب شبه الجزيرة العربية، في اليمن المعاصر. كانت عاصمتها المكلا، وكانت مقسمة إلى ست مقاطعات وتسمى ألوية، تشمل ألوية كل من: المكلا، الشحر، اللواء الغربي، شبام، دوعن، وحجر. بالإضافة إلى المكلا كانت الشحر وشبام المدن الرئيسية في السلطنة.

## التاريخ
كانت السلطنة القعيطية الحضرمية أو حكومة حضرموت في المكلا تحكم أجزاء واسعة من حضرموت وقد تأسست على يد الأسرة القعيطية التي انتدبت من قبل بريطانيا[بحاجة لمصدر] من الهند[بحاجة لمصدر] والتي خرجت من حضرموت قبل أكثر من 200 عام، وترجع جذورها إلى قبيلة يافع، في نفس الوقت الذي كانت السلطنة القعيطية تحكم وتتوسع في ساحل حضرموت بدعم البريطانيين[بحاجة لمصدر] على حساب السلطنة الكثيرية والتي حكمت كامل حضرموت وانتهت بحكم شمال حضرموت وكانتا في صراع دائم. واستمر ذلك الحال حتى عام 1967م عندما قام الثوار القوميون بأسقاط حكومة دولة اتحاد الجنوب العربي والمحمية الشرقية وإجلاء بريطانيا من جنوب اليمن. توحدت أراضي حضرموت في جمهورية واحدة وهي جمهورية اليمن الجنوبية الشعبية رغم معارضة جيش البادية الحضرمي.

## التأسيس
تأسست السلطنة القعيطية في بدايات القرن التاسع عشر على يد عمر بن عوض بن عبد الله القعيطي الحضرمي وهو رأس أسرة الأمراء بحضرموت والهند. ومنه تناسل بقية أمراء الدولة. توفي والده بحضرموت وهو طفل صغير فكفلته أمه وتربّى على يدها. ثم انتقلت به من قرية لحروم إلى أخواله الذين كانوا يسكنون في منطقة شبام. هاجر من حضرموت وهو صبي سنة 1792م إلى الهند حيث كسب لنفسة مع مرور الزمن شهرة عسكرية واسعة في جيش ولاية برودة الهندية. ثم في جيش نظام حيدر أباد. وصار رئيس الجالية اليافعية بحيدر أباد وقائداً للفرقة الحضرمية بجيش النظام في الهند. وكانت رتبته العسكرية جمعدار أي قائد لألفي مقاتل وهو لقب ورثة ابنة عوض من بعده. له تاريخ حافل ومثير في الدهاء والشجاعة والكرم والإقدام. توفي في مدينة حيدر أباد في الهند، وكتب عنه مؤرخون عدة رسائل بعضها لا يزال مخطوطاً.

## الأسرة الحاكمة
قبيلة[بحاجة لمصدر] القعطة ومفردهم القعيطي هم أحد أكبر فروع فخيذة الموسطة من بني مالك من قبيلة يافع الحميرية القحطانية، اشتهروا بكونهم أمراء ومؤسسي السلطنة القعيطية الذي استمر حكمها لمعظم مناطق حضرموت إضافة إلى الأجزاء الجنوبية من صحراء الربع الخالي إلى حين سقوطها أواخر ستينات القرن الماضي، عرفت قبيلة القعطة تاريخيًا بكونها أحد أهم ركائز قبيلة الموسطة من يافع، إضافة إلى شهرتهم بكثرة هجراتهم وتنقلاتهم خارج شبه الجزيرة العربية بقصد التجارة، وكان مما نتج عن هجراتهم تلك سيطرة قبيلة آل عبد الله عمر من القعطة على ولاية حيدر آباد الهندية ما يقارب الـ 150 عامًا. أسرة القعيطي هي أسرة حضرمية[بحاجة لمصدر] كبيرة وقبل أن تأسس لها دولة في حضرموت كانت تحكم إمارة حيدر أباد بالهند. كان حسين بن عبد الله بن عمر بن عوض بن عبد الله القعيطي الحضرمي أحد الأمراء وكان من مشاهير الشعر الحضرمي في المهجر. كان والده حاكما لإمارة الشحر. وحكم هو من بعده، إلا أن عهده تميز بالفتن والاضطراب الثقافي. صالح بن عمر بن عوض بن عبد الله القعيطي الحضرمي قائد عسكري، ولد وتعلم ونشأ في حيدر آباد في الهند. تولّى مدير التعيينات والتسريحات العسكرية في هيئة أركان جيش نظام حيدر آباد، وكان الساعد الأيمن لأخيه عوض بن عمر في تأسيس السلطنة القعيطية بـ حضرموت، إذ
كان يتولى تجهيز السلطنة الناشئة بما كانت تحتاج إليه من مؤن حربية. ولم يزر حضرموت في حياته كلها.
عبد الحبيب بن عامر بن عوض بن عبد الله القعيطي الحضرمي
قائد عسكري من أفراد الأسرة الحاكمة الذين لعبو دوراً هاماً في تثبيت دعائم الدولة القعيطية بحضرموت، حيث كان أحد المساعدين الرئيسيين للأمير عوض بن عمر القعيطي. وتوفي بـ حيدر آباد في الهند.[بحاجة لمصدر] عمر بن عوض بن عمر بن عوض بن عبد الله القعيطي الحضرمي سلطان الشحر والمكلا بحضرموت. كان قبل توليه شؤون السلطنة القعيطية في خدمة نظام حيدر آباد بالهند وقد جعله (حكمدارا) لفرق الحضارم القائمين بحراسة خزائن النظام وقصورة. كان يتكلم الإنجليزية والأوردية بالإضافة إلى لغته الأم العربية. وهو الذي أنشأ في مدينة المكلا الجامع المعروف باسمه جامع السلطان عمر بن عوض القعيطي وقصر المعين بالمكلا وفي عهده كانت هناك الكثير من الإنجازات. عوض بن عمر بن عوض بن عبد الله القعيطي الحضرمي هو أول من لقب بالسلطان من أفراد العائلة القعيطية التي حكمة الجزء الساحلي من حضرموت. ولد بحيدر آباد في الهند وتوفي أيضا فيها. وكان ضابطا في جيش نظام حيدر آباد ويعرف كابية بالجمعدار. وفي سنة 1886م دخل في معاهدة حماية مع الإنجليز هو وإخوانه عبد الله وصالح وعلي، بعد أن كانوا قد دخلو مع الإنجليز في معاهدة صداقة سنة 1882م. وقد اتسعت رقعة الدولة القعيطية بحضرموت في عهده.

## الحرب مع السلطنة الكثيرية
دخلت السلطنة القعيطية في حروب كثيرة مع السلطنة الكثيرية التي كانت تحكم الجزء الشمالي من حضرموت وفي العادة كانت أسباب نشوب المعارك هي سيطرة القعيطين على مساحات شاسعة من حضرموت وتضيق المساحة على السلطنة الكثيرية، إلا أنه في عام 1937م عرض القعيطيين الصلح مع السلطنة الكثيرية ووقعت اتفاقية الصلح بين السلطنتين إضافة إلى معاهدة صلح بين القبائل الحضرمية يسري مفعلوها حتى اليوم. وقعت تلك الاتفاقيات في ساحة قصر السلطان الكثيري بسيئون بين السلطان علي بن صلاح القعيطي والسلطان علي بن منصور الكثيري بالإضافة إلى المستشار البريطاني للدولتين.

## اتحاد الجنوب العربي

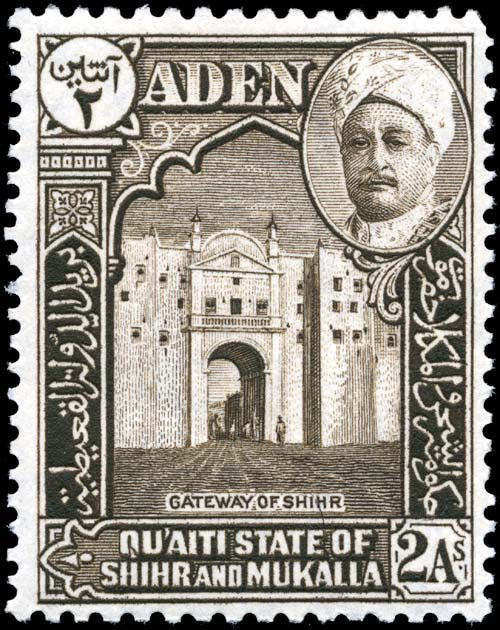
طابع من عدن يحمل شعار السلطنة القعيطية كمحاوله لضمها إلى اتحاد الجنوب العربي بعد رفضها

في بداية الخمسينيات من القرن العشرين ظهرت حركات قومية وتحريرية في جميع أنحاء الوطن العربي وخصوصا مع فترة اندلاع ثورة 23 يوليو 1952 في مصر وانتشار الفكر القومي وتأثيره، أثار ذلك قلق الحكومة البريطانية التي كانت تحتل مساحات واسعة من جنوب الجزيرة العربية، أثار ذلك خوف السلاطين والمشايخ من قيام ثورات تقلعهم من فوق عروشهم. قامت الحكومة البريطانية بإنشاء اتحاد فيدرالي بين سلاطين محمية عدن الغربية وأسمته اتحاد الجنوب العربي لحماية مستعمراتها ولتدعيمها ضد أي حركة قومية أو ثورية.
لم تنضم السلطنة القعيطية كغيرها من سلطنات حضرموت إلى اتحاد الجنوب العربي ورغم قيام اتحاد كهذه يعتبر خطوة قومية إلا أن نظام الرئيس المصري جمال عبد الناصر لم يرحب بذلك لقيام الحكام والسلاطين بالتعاون مع الإنجليز متجاهلين مصلحة الشعب والمواطنين، حيث اعتبرهم مواليين للاستعمار والاحتلال الإنجليزي وقام عبد الناصر بدعم الحركات القومية في شمال اليمن وجنوبه حتى انتهى ذلك الاتحاد فعليا في عام 1967م.[بحاجة لمصدر]

## تفكك السلطنة
في 1967 تفكّك اتحاد الجنوب العربي بشكل كامل والسلطنة الكثيرية والمهرية حيث قام الثوار المتمثلين في الجبهة القومية بالانقلاب على كل السلاطين في كل سلطنات جنوب العرب وحضرموت بما في ذلك السلطنة القعيطية والكثيرية بحضرموت، وأعلنوا مكانها قيام جمهورية اليمن الجنوبية الشعبية كخطوة أولى لإعادة تحقيق الوحدة اليمنية. وبدأت منذ تلك الفترة تصعد سلم الوطن الواحد مع جارتها في الشمال، الجمهورية العربية اليمنية، لتصل إلى إعادة تحقيق الوحدة اليمنية لأول مرة في القرن العشرين في 22 مايو 1990م.

## قائمة الحكام

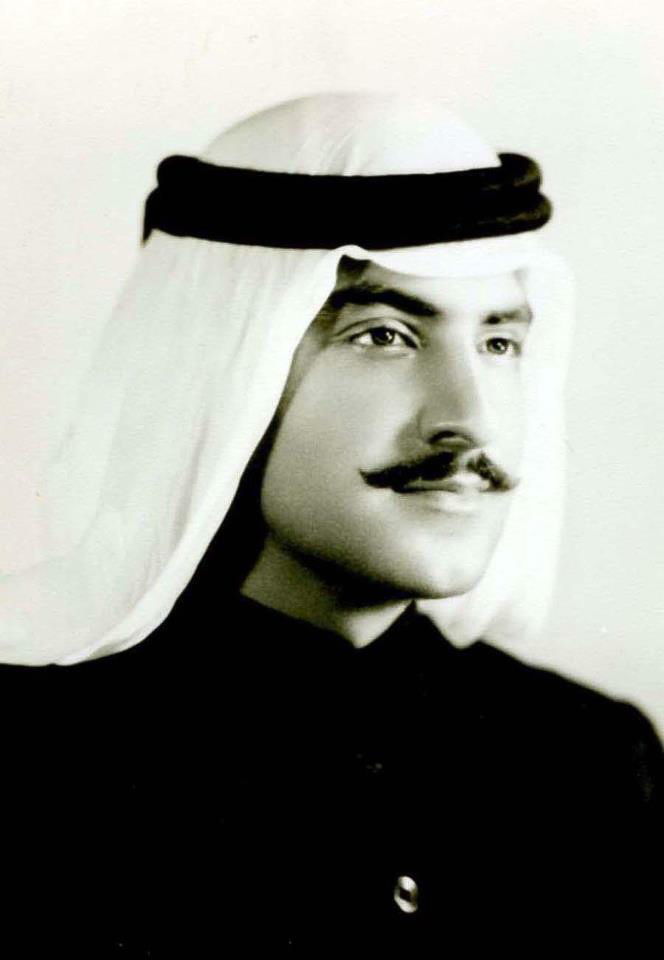
آخر سلاطين الدولة الحضرمية في الشحر والمكلا السلطان غالب الثاني بن عوض القعيطي

| م                                      | الاسم                      | الفترة        |
| -------------------------------------- | -------------------------- | ------------- |
| 1                                      | عبد الله بن عمر القعيطي    | 1882 - 1888 م |
| 2                                      | عوض الأول بن عمر القعيطي   | 1902 - 1909 م |
| 3                                      | غالب الأول بن عوض القعيطي  | 1909 - 1922 م |
| 4                                      | عمر بن عوض القعيطي         | 1922 - 1936 م |
| 5                                      | صالح بن غالب القعيطي       | 1936 - 1956 م |
| 6                                      | عوض الثاني بن صالح القعيطي | 1956 - 1966 م |
| 7                                      | غالب الثاني بن عوض القعيطي | 1966 - 1967 م |
| قيام جمهورية اليمن الديمقراطية الشعبية |                            |               |